# Bacteria ferula
Bacteria ferula är en insektsart som först beskrevs av Fabricius 1793.  Bacteria ferula ingår i släktet Bacteria och familjen Diapheromeridae. Inga underarter finns listade.